# Leo Kolber
Ernest Leo Kolber (né à Montréal le 18 janvier 1929 et mort dans la même ville le 9 janvier 2020) est un homme d'affaires, un philanthrope et un sénateur canadien. 

## Biographie
Diplômé de la Faculté de droit de l'Université McGill, Leo Kolber devient  membre du Barreau du Québec en 1952. Il fonde la Corporation Cadillac Fairview, chef de file mondial du développement immobilier, à qui l’on doit le Centre Eaton à Montréal et le Pacific Centre de Vancouver. Jusqu’en 1993, il préside également Claridge Inc., une entreprise de gestion privée située à Montréal.
Pendant près de 30 ans, il préside Les Investissements CEMP, la branche commerciale des fiducies établies par Samuel Bronfman, pour ses enfants et petits-enfants. Les Investissements CEMP œuvraient surtout dans le développement immobilier au Canada, aux États-Unis et en Europe.
Leo Kolber a siégé sur les conseils d’administration de nombreuses sociétés dont, MGM et Supersol, à titre de président et directeur de la Corporation des Cineplex Odeon, comme directeur de la Compagnie Seagram Ltée, et comme directeur de la Banque Toronto-Dominion. Il est de plus très impliqué auprès de la communauté juive montréalaise.
Nommé au Sénat du Canada en 1983 par Pierre Elliot Trudeau pour services rendus au PLC, il a été président du Comité sénatorial des banques et du commerce de 1999 à 2003. Il a aussi présidé le National Revenue Committee du Parti libéral du Canada. 
Le sénateur Kolber serait celui auquel Yves Michaud faisait référence lorsqu'il a raconté l'échange anecdotique qui a déclenché l'affaire Michaud.
Il devient Officier de l'Ordre du Canada en 2007.

### Controverse
Selon des documents révélés en 2017, Leo Kolber a créé en 1991 une fiducie dans le paradis fiscal des Îles Caïmans. La famille Bronfman a contribué en versant plus de 25 millions de dollars à cette fiducie, que ce soit par sa société d’investissement Claridge ou par des versements individuels. Les profits de l’argent placé dans cette fiducie, dissoute en 2016, n’ont jamais été imposés durant ses 25 ans d’existence. Cette fiducie a également servi à payer Jonathan Kolber, le fils de Leo Kolber, qui s’était installé en Israël pour gérer les investissements massifs des Bronfman dans ce pays.